# Coupe de France de football 1975-1976
Navigation
Coupe de France 1974-1975 Coupe de France 1976-1977
La Coupe de France de football 1975-1976 est la cinquante-neuvième édition de la Coupe de France, principale compétition à élimination directe de football en France. Le tournoi, organisé par la Fédération française de football (FFF), est ouvert aux clubs amateurs et professionnels qui sont affiliés à la FFF.
La compétition est remportée par l'Olympique de Marseille, qui bat l'Olympique lyonnais 2-0 en finale, le 12 juin 1976 au Parc des Princes à Paris. C'est la neuvième Coupe de France remportée par le club marseillais.

## Résultats

### Septième tour
| Division           | Club                       | Score               | Club                         | Division                   |
| ------------------ | -------------------------- | ------------------- | ---------------------------- | -------------------------- |
| Division 3 (D3)    | AS Corbeil-Essonnes        | 3 - 0               | ASLN Nouméa                  | DH Nouvelle-Calédonie (D4) |
| DH (D4)            | CS Thonon-les-Bains        | 1 - 0               | CO Saint-Chamond             | P                          |
| PH (D5)            | CS Meaux                   | 5 - 0               | AJ Saint-Georges             | DH Guyane (D4)             |
| Division 3 (D3)    | Chamois niortais FC        | 0 - 1               | SC Saint-Symphorien          | PH (D5)                    |
| DH (D4)            | UMS Montélimar             | 4 - 2               | Olympique d'Alès-en-Cévennes | Division 3 (D3)            |
| Division 2 (D2)    | AJ Auxerre                 | 4 - 0               | AS Évry                      | P                          |
| Division 2 (D2)    | Entente Chaumont AC        | 5 - 0               | Olympique de Pontoise        | P                          |
| DH (D4)            | Véloce vannetais US        | 2 - 2 a.p., 0-1 tab | Stade rennais FC             | Division 2 (D2)            |
| Division 2 (D2)    | Angers SCO                 | 8 - 1               | CS Alençon                   | DH (D4)                    |
| Division 3 (D3)    | SR Haguenau                | 1 - 0               | SA Épinal                    | Division 2 (D2)            |
| Division 2 (D2)    | CS Sedan-Mouzon Ardennes   | 0 - 0 a.p., 1-0 tab | AS Creil                     | Division 3 (D3)            |
| Division 3 (D3)    | AS Brignoles               | 1 - 2               | AS Cannes                    | Division 2 (D2)            |
| Division 3 (D3)    | US Albi                    | 1 - 3               | FC Sète                      | Division 2 (D2)            |
| Division 3 (D3)    | UES Montmorillon           | 2 - 2 a.p., 1-0 tab | SO Cholet                    | Division 2 (D2)            |
| Division 2 (D2)    | Entente BFN                | 3 - 0               | US Le Mans                   | Division 3 (D3)            |
| Division 3 (D3)    | CS Louhans-Cuiseaux        | 0 - 2               | RCFC Besançon                | Division 2 (D2)            |
| Division 3 (D3)    | Olympique de Saint-Quentin | 3 - 0               | USG Boulogne-sur-Mer         | Division 2 (D2)            |
| Division 2 (D2)    | FC Tours                   | 1 - 0               | JGA Nevers                   | Division 2 (D2)            |
| Division 3 (D3)    | Stade briochin             | 1 - 2               | FC Rouen                     | Division 2 (D2)            |
| Division 3 (D3)    | AC Cambrai                 | 0 - 1               | US Dunkerque                 | Division 2 (D2)            |
| Division 2 (D2)    | FC Lorient                 | 4 - 0               | ES La Rochelle               | Division 3 (D3)            |
| DH La Réunion (D4) | CS Saint-Denis             | 2 - 1               | AS Libourne                  | Division 3 (D3)            |
| Division 3 (D3)    | AS Mutzig                  | 2 - 1               | CS Stiring-Wendel            | DH (D4)                    |
| Division 3 (D3)    | ES Juvisy-sur-Orge         | 2 - 1               | GS Fort-de-France            | DH Martinique (D4)         |
| DH (D4)            | EA Guingamp                | 3 - 1 a.p.          | US Normande                  | Division 3 (D3)            |
| DH (D4)            | JS Audun-le-Tiche          | 1 - 1 a.p., 0-1 tab | AS Vauban Strasbourg         | PH (D5)                    |
| Division 2 (D2)    | Stade lavallois            | 3 - 0               | AAJ Blois                    | Division 3 (D3)            |
| Division 3 (D3)    | SU Agen                    | 1 - 4               | US Toulouse                  | Division 2 (D2)            |
| Division 2 (D2)    | GFC Ajaccio                | 2 - 1               | US Abbaye Grenoble           | PH (D5)                    |
| DH (D4)            | FC Annecy                  | 4 - 1               | AS Saint-Priest              | Division 3 (D3)            |
| Division 2 (D2)    | Stade brestois             | 2 - 2 a.p., 1-0 tab | UCK Vannes                   | DH (D4)                    |
| Division 2 (D2)    | SM Caen                    | 1 - 0               | AS Beauvais-Marissel         | Division 3 (D3)            |
| Division 2 (D2)    | FC Mulhouse 1893           | 4 - 0               | US Baume-les-Dames           | Division 3 (D3)            |
| Division 3 (D3)    | Limoges FC                 | 3 - 2               | LB Châteauroux               | Division 2 (D2)            |
| Division 3 (D3)    | US Noeux-les-Mines         | 1 - 2               | USM Malakoff                 | Division 2 (D2)            |
| Division 2 (D2)    | FC Martigues               | 5 - 0               | AS Vence                     | P                          |
| Division 2 (D2)    | SC Hazebrouck              | 0 - 1               | RC Épernay-Champagne         | Division 3 (D3)            |
| Division 2 (D2)    | EDS Montluçon              | 5 - 1               | Villemomble Sports           | DH (D4)                    |
| DH (D4)            | Montpellier PSCL           | 1 - 1 a.p., 0-1 tab | AS Aix-en-Provence           | Division 3 (D3)            |
| Division 2 (D2)    | AS Béziers                 | 1 - 0               | AS Montferrand               | Division 3 (D3)            |
| Division 3 (D3)    | ROS Menton                 | 0 - 2               | SC Toulon                    | Division 2 (D2)            |
| DH (D4)            | USSC Redon                 | 1 - 3               | Red Star FC                  | Division 2 (D2)            |
| P                  | FC Éloyes                  | 0 - 3               | SR Saint-Dié-des-Vosges      | Division 2 (D2)            |
| Division 2 (D2)    | SC Amiens                  | 4 - 0               | Stade béthunois FC           | PH (D5)                    |

### Trente-deuxièmes de finale
| Division        | Club                     | Score          | Club                       | Division           |
| --------------- | ------------------------ | -------------- | -------------------------- | ------------------ |
| Division 2 (D2) | Stade rennais FC         | 6 - 0          | ES Juvisy-sur-Orge         | Division 3 (D3)    |
| Division 2 (D2) | US Dunkerque             | 2 - 0          | SM Caen                    | Division 2 (D2)    |
| Division 2 (D2) | Stade brestois           | 2 - 2, 5-3 tab | SC Amiens                  | Division 2 (D2)    |
| Division 1 (D1) | FC Metz                  | 5 - 2          | RP Strasbourg-Meinau       | Division 1 (D1)    |
| DH (D4)         | Montpellier PSCL         | 2 - 2, 4-2 tab | SC Toulon                  | Division 2 (D2)    |
| Division 1 (D1) | US Valenciennes-Anzin    | 4 - 2          | FC Nantes                  | Division 1 (D1)    |
| Division 1 (D1) | Paris Saint-Germain FC   | 3 - 1          | AS Corbeil-Essonnes        | Division 3 (D3)    |
| Division 1 (D1) | RC Lens                  | 2 - 2, 5-2 tab | AS Mutzig                  | Division 3 (D3)    |
| Division 1 (D1) | Lille OSC                | 2 - 1          | USM Malakoff               | Division 2 (D2)    |
| Division 2 (D2) | Stade lavallois          | 3 - 2          | FC Rouen                   | Division 2 (D2)    |
| DH (D4)         | EA Guingamp              | 4 - 0          | CS Saint-Denis             | DH La Réunion (D4) |
| Division 2 (D2) | FC Sète                  | 4 - 1          | FC Martigues               | Division 2 (D2)    |
| Division 3 (D3) | SR Haguenau              | 2 - 1          | Red Star FC                | Division 2 (D2)    |
| Division 2 (D2) | Entente Chaumont AC      | 3 - 1          | CS Sedan-Mouzon Ardennes   | Division 2 (D2)    |
| Division 1 (D1) | FC Girondins de Bordeaux | 3 - 2 a.p.     | FC Lorient                 | Division 2 (D2)    |
| Division 1 (D1) | SEC Bastia               | 1 - 0          | FC Annecy                  | DH (D4)            |
| Division 1 (D1) | Olympique lyonnais       | 9 - 0          | SC Saint-Symphorien        | PH (D5)            |
| Division 1 (D1) | Olympique de Marseille   | 2 - 1          | Olympique avignonnais      | Division 1 (D1)    |
| PH (D5)         | CS Meaux                 | 3 - 1          | Olympique de Saint-Quentin | Division 3 (D3)    |
| Division 2 (D2) | US Toulouse              | 1 - 0 a.p.     | Limoges FC                 | Division 3 (D3)    |
| DH (D4)         | CS Thonon-les-Bains      | 3 - 1          | UMS Montélimar             | DH (D4)            |
| PH (D5)         | AS Vauban Strasbourg     | 5 - 0          | RC Épernay-Champagne       | Division 3 (D3)    |
| Division 1 (D1) | Troyes AF                | 2 - 0          | AS Saint-Étienne           | Division 1 (D1)    |
| Division 1 (D1) | FC Sochaux-Montbéliard   | 1 - 0 a.p.     | AS Cannes                  | Division 2 (D2)    |
| Division 2 (D2) | SR Saint-Dié-des-Vosges  | 3 - 1          | Entente BFN                | Division 2 (D2)    |
| Division 1 (D1) | Stade de Reims           | 0 - 0, 3-1 tab | RCFC Besançon              | Division 2 (D2)    |
| Division 1 (D1) | Nîmes Olympique          | 1 - 0          | AS Monaco FC               | Division 1 (D1)    |
| Division 1 (D1) | OGC Nice                 | 2 - 1          | EDS Montluçon              | Division 2 (D2)    |
| Division 1 (D1) | AS Nancy-Lorraine        | 2 - 1          | FC Mulhouse 1893           | Division 2 (D2)    |
| Division 2 (D2) | Angers SCO               | 4 - 2          | FC Tours                   | Division 2 (D2)    |
| Division 2 (D2) | AJ Auxerre               | 3 - 0          | UES Montmorillon           | Division 3 (D3)    |
| Division 2 (D2) | AS Béziers               | 2 - 0          | GFC Ajaccio                | Division 2 (D2)    |

### Seizièmes de finale
| Division        | Club                    | Aller | Total | Retour | Club                     | Division        |
| --------------- | ----------------------- | ----- | ----- | ------ | ------------------------ | --------------- |
| Division 1 (D1) | OGC Nice                | 1 - 0 | 3 - 1 | 2 - 1  | FC Girondins de Bordeaux | Division 1 (D1) |
| Division 2 (D2) | Entente Chaumont AC     | 3 - 1 | 3 - 5 | 0 - 4  | Angers SCO               | Division 2 (D2) |
| Division 2 (D2) | Stade lavallois         | 5 - 1 | 5 - 1 | 0 - 0  | US Toulouse              | Division 2 (D2) |
| Division 2 (D2) | Stade brestois          | 0 - 3 | 2 - 4 | 2 - 1  | Olympique lyonnais       | Division 1 (D1) |
| Division 2 (D2) | AJ Auxerre              | 0 - 0 | 0 - 2 | 0 - 2  | Olympique de Marseille   | Division 1 (D1) |
| Division 2 (D2) | Stade rennais FC        | 0 - 2 | 0 - 2 | 0 - 0  | FC Metz                  | Division 1 (D1) |
| Division 1 (D1) | RC Lens                 | 0 - 3 | 1 - 3 | 1 - 1  | Paris Saint-Germain FC   | Division 1 (D1) |
| Division 2 (D2) | SR Saint-Dié-des-Vosges | 0 - 3 | 2 - 7 | 2 - 4  | Stade de Reims           | Division 1 (D1) |
| Division 1 (D1) | US Valenciennes-Anzin   | 3 - 0 | 3 - 2 | 0 - 2  | Nîmes Olympique          | Division 1 (D1) |
| DH (D4)         | EA Guingamp             | 1 - 2 | 1 - 6 | 0 - 4  | Lille OSC                | Division 1 (D1) |
| Division 3 (D3) | SR Haguenau             | 0 - 2 | 0 - 5 | 0 - 3  | AS Nancy-Lorraine        | Division 1 (D1) |
| DH (D4)         | Montpellier PSCL        | 2 - 3 | 3 - 5 | 1 - 2  | US Dunkerque             | Division 2 (D2) |
| Division 1 (D1) | Troyes AF               | 1 - 1 | 3 - 4 | 2 - 3  | FC Sochaux-Montbéliard   | Division 1 (D1) |
| PH (D5)         | CS Meaux                | 0 - 2 | 0 - 5 | 0 - 3  | FC Sète                  | Division 2 (D2) |
| PH (D5)         | AS Vauban Strasbourg    | 2 - 2 | 3 - 5 | 1 - 3  | SEC Bastia               | Division 1 (D1) |
| DH (D4)         | CS Thonon-les-Bains     | 1 - 2 | 2 - 3 | 1 - 1  | AS Béziers               | Division 2 (D2) |

### Huitièmes de finale
| Division        | Club                   | Aller | Total | Retour | Club                   | Division        |
| --------------- | ---------------------- | ----- | ----- | ------ | ---------------------- | --------------- |
| Division 2 (D2) | AS Béziers             | 1 - 4 | 1 - 6 | 0 - 2  | Angers SCO             | Division 2 (D2) |
| Division 1 (D1) | OGC Nice               | 2 - 2 | 2 - 6 | 0 - 4  | SEC Bastia             | Division 1 (D1) |
| Division 1 (D1) | Lille OSC              | 0 - 2 | 0 - 6 | 0 - 4  | Olympique lyonnais     | Division 1 (D1) |
| Division 1 (D1) | Stade de Reims         | 1 - 1 | 2 - 4 | 1 - 3  | Olympique de Marseille | Division 1 (D1) |
| Division 1 (D1) | FC Metz                | 4 - 1 | 5 - 3 | 1 - 2  | US Dunkerque           | Division 2 (D2) |
| Division 2 (D2) | Stade lavallois        | 1 - 3 | 2 - 4 | 1 - 1  | AS Nancy-Lorraine      | Division 1 (D1) |
| Division 1 (D1) | Paris Saint-Germain FC | 3 - 1 | 5 - 3 | 2 - 2  | FC Sète                | Division 2 (D2) |
| Division 1 (D1) | US Valenciennes-Anzin  | 4 - 0 | 4 - 0 | 0 - 0  | FC Sochaux-Montbéliard | Division 1 (D1) |

### Quarts de finale
Un quart de finale oppose l'Association Sportive Nancy-Lorraine et l'Union sportive Valenciennes-Anzin. Le match aller a lieu le 4 mai 1976 et est remporté par les Nancéiens à domicile sur le score de 2-0. Trois jours plus tard, le vendredi 7 mai, Valenciennes l'emporte 2-1 a.p. mais c'est l'AS Nancy-Lorraine qui se qualifie sur le score cumulé de 3-2.
Le Sporting Étoile Club Bastia est désigné pour accueillir le match aller de sa rencontre contre le Football Club de Metz. Le stade Armand-Cesari du club corse étant sanctionné pour la rencontre aller « suite aux incidents du match retour » contre l'OGC Nice en huitième de finale, le premier match entre les deux clubs a lieu à Rennes le 4 mai. Le FC Metz gagne 1-0 puis se contente d'un match nul 0-0 à domicile pour se qualifier pour le tour suivant.
Dans la duel entre le Paris Saint-Germain et l'Olympique lyonnais, les deux équipes se séparent sur un score nul 1-1 après le match aller à Paris. Le match retour à Lyon le 7 mai 1976 est favorable à l'Olympique lyonnais, qui gagne 2-0 et se qualifie pour les demi-finales.
L'Angers sporting club de l'Ouest, le dernier club de Division 2 encore en lice à ce stade la compétition, joue face à l'Olympique de Marseille. Le SCO Angers parvient à remporter le match aller sur le score de 1-0 à domicile dans le stade Jean-Bouin. Trois jours plus tard le vendredi 7 mai, les Olympiens retournent la situation à leur avantage et se qualifient grâce à un succès 2-0 au match retour.

### Demi-finale
Une première demi-finale entre l'Olympique de Marseille et l'AS Nancy-Lorraine a lieu samedi 29 mai 1976 à Paris. L'OM ouvre le score 1-0 en première mi-temps par l'attaquant sénégalais Saar Boubacar. À la 60e minute de jeu, Michel Platini égalise de la tête à 1-1. Peu après, il est « mis KO dans un choc à retardement » avec le défenseur marseillais Marius Trésor. Hector Yazalde redonne l'avantage à Marseille 2-1 à la 63e minute de jeu alors que les Nancéiens sont encore à dix sur le terrain, le remplaçant de Michel Platini Krasnodar Rora étant encore en train de s'échauffer. L'Olympique de Marseille inscrit deux autres buts par Saar Boubacar et Georges Bereta, et se qualifie 4-1 contre l'AS Nancy-Lorraine.
La seconde demi-finale oppose l'Olympique lyonnais au Football Club de Metz. La rencontre se déroule le samedi 29 mai 1976 au stade de la Meinau à Strasbourg. Aucun but n'est marqué pendant la première mi-temps. À la 72e minute de jeu l'Olympique lyonnais marque un premier but par l'intermédiaire de Serge Chiesa, au club depuis sept saisons. Les Messins encaissent un deuxième but quelques minutes plus tard par le milieu de terrain Jean-Paul Bernad. Le score final de 2-0 qualifie l'OL pour la finale.

### Finale
L'Olympique de Marseille l'emporte 2-0 face à l'Olympique lyonnais au Parc des Princes. C'est la neuvième Coupe de France remportée par les Marseillais.
| 12 juin 1976              | Olympique lyonnais | 0 - 2   | Olympique de Marseille    | Parc des Princes, France                                            |                                                                     |
| Historique des rencontres |                    | (0 - 0) | 67e Noguès · 84e Boubacar | Spectateurs : 45 661 · Arbitrage : Robert Wurtz · Photos du match · | Spectateurs : 45 661 · Arbitrage : Robert Wurtz · Photos du match · |
| Historique des rencontres | Rapport            |         |                           | Spectateurs : 45 661 · Arbitrage : Robert Wurtz · Photos du match · | Spectateurs : 45 661 · Arbitrage : Robert Wurtz · Photos du match · |

| Lyon | Marseille |

|               | Gardien de but | Gilles De Rocco     |  |     |  |
|               | D              | Guy Garrigues       |  |     |  |
|               | D              | Jean-François Jodar |  |     |  |
|               | D              | Ljubomir Mihajlovic |  |     |  |
|               | D              | Raymond Domenech    |  |     |  |
|               | M              | Jean-Paul Bernad    |  |     |  |
|               | M              | Robert Cacchioni    |  |     |  |
|               | M              | Ildo Maneiro        |  | 74e |  |
|               | A              | Serge Chiesa        |  |     |  |
|               | A              | Bernard Lacombe     |  |     |  |
|               | A              | Bernard Ferrigno    |  |     |  |
| Remplaçants : |                |                     |  |     |  |
|               | D              | Robert Valette      |  | 74e |  |
| Entraîneur :  |                |                     |  |     |  |
|               | Aimé Jacquet   |                     |  |     |  |

|               | Gardien de but | Gérard Migeon      |  |     |  |
|               | D              | Jacky Lemée        |  |     |  |
|               | D              | Victor Zvunka      |  |     |  |
|               | D              | Marius Trésor      |  |     |  |
|               | D              | François Bracci    |  |     |  |
|               | M              | Robert Buigues     |  |     |  |
|               | M              | Jean Fernandez     |  |     |  |
|               | M              | Raoul Noguès       |  | 88e |  |
|               | A              | Saar Boubacar      |  |     |  |
|               | A              | Hector Yazalde     |  |     |  |
|               | A              | Georges Bereta     |  |     |  |
| Remplaçants : |                |                    |  |     |  |
|               | M              | Jean-Marc Martinez |  | 88e |  |
| Entraîneur :  |                |                    |  |     |  |
|               | Jules Zvunka   |                    |  |     |  |